# Álvaro Carreras
Álvaro Fernández Carreras (sinh ngày 23 tháng 3 năm 2003) là một cầu thủ bóng đá chuyên nghiệp người Tây Ban Nha hiện đang thi đấu ở vị trí hậu vệ cánh trái cho câu lạc bộ Real Madrid tại La Liga. 

## Sự nghiệp câu lạc bộ

### Sự nghiệp ban đầu
Sinh ra tại Ferrol, Carreras bắt đầu sự nghiệp với Galicia de Caranza trước khi gia nhập câu lạc bộ quê hương Racing de Ferrol vào năm 2007. Trong thời gian gắn bó với câu lạc bộ, anh chơi ở vị trí tiền đạo, ghi 100 bàn thắng trong một mùa giải ở đội trẻ. Anh gia nhập đội trẻ Deportivo de La Coruña vào năm 2012, nơi anh được chuyển sang vị trí hậu vệ trái trước khi chuyển đến đội U-13 Real Madrid vào năm 2017.

### Manchester United
Carreras gia nhập câu lạc bộ Ngoại hạng Anh Manchester United từ Real Madrid vào tháng 9 năm 2020 với hợp đồng 4 năm cùng với sự quan tâm từ các câu lạc bộ châu Âu khác như Barcelona và Manchester City. Anh bắt đầu tập luyện với đội một trong giai đoạn đầu của mùa giải 2021–22.

### Benfica
Vào ngày 17 tháng 1 năm 2024, Manchester United đã cho mượn Carreras đến câu lạc bộ Benfica tại Primeira Liga cho đến hết mùa giải 2023–24. Hợp đồng cho mượn bao gồm một điều khoản mua đứt tùy chọn được cho là trị giá 6 triệu euro và điều khoản đó sẽ trở nên bắt buộc nếu anh đá chính 50% số trận còn lại của Benfica trong thời gian cho mượn.
Bảy ngày sau, Carreras chơi trận ra mắt Benfica khi vào sân thay người trong hiệp hai ở trận hòa 1–1 gặp Estoril tại vòng bán kết Taça da Liga. Vào ngày 4 tháng 2, anh chơi trận ra mắt tại Primeira Liga khi vào sân từ ghế dự bị thay Morato trong hiệp hai của chiến thắng 3–0 trước Gil Vicente tại Sân vận động Ánh sáng.
Vào ngày 26 tháng 5 năm 2024, Manchester United thông báo rằng Benfica đã thực hiện quyền mua đứt trị giá 6 triệu euro trong hợp đồng cho mượn của Carreras bao gồm 3 triệu euro chi phí phụ. Sau đó, anh đã ký hợp đồng mới với Benfica cho đến năm 2029.

### Real Madrid
Ngày 14 tháng 7 năm 2025, Carreras trở lại Real Madrid và ký hợp đồng sáu năm với câu lạc bộ thời thơ ấu của mình với trị giá 50 triệu euro.

## Sự nghiệp quốc tế
Carreras đã từng thi đấu trong màu áo các đội trẻ U-19 và U-21 Tây Ban Nha. Anh chơi trận ra mắt đội U-19 vào ngày 26 tháng 10 năm 2021 khi ra sân trong trận giao hữu với U-19 Israel.

## Đời tư
Ban đầu, Carreras được biết đến với cái tên Álvaro Fernández. Sau đó anh đã đổi họ mẹ, Carreras, trong sự nghiệp của mình. Tuy nhiên, Manchester United đã xếp anh vào họ cha, Fernández, cho vòng bảng UEFA Youth League 2021–22. Theo Álvaro, quyết định này đã khiến "cả cha và mẹ anh đều hài lòng".

## Thống kê sự nghiệp

### Câu lạc bộ
Tính đến 20 tháng 6 năm 2025
| Câu lạc bộ               | Mùa giải            | Giải vô địch        | Giải vô địch | Giải vô địch | Cúp quốc gia | Cúp quốc gia | Cúp Liên đoàn | Cúp Liên đoàn | Châu lục | Châu lục | Khác | Khác | Tổng cộng | Tổng cộng |
| Câu lạc bộ               | Mùa giải            | Hạng đấu            | Trận         | Bàn          | Trận         | Bàn          | Trận          | Bàn           | Trận     | Bàn      | Trận | Bàn  | Trận      | Bàn       |
| ------------------------ | ------------------- | ------------------- | ------------ | ------------ | ------------ | ------------ | ------------- | ------------- | -------- | -------- | ---- | ---- | --------- | --------- |
| U-21 Manchester United   | 2020–21             | —                   | —            | —            | —            | —            | —             | —             | —        | —        | 1    | 0    | 1         | 0         |
| U-21 Manchester United   | 2021–22             | —                   | —            | —            | —            | —            | —             | —             | —        | —        | 3    | 0    | 3         | 0         |
| U-21 Manchester United   | Tổng cộng           | Tổng cộng           | —            | —            | —            | —            | —             | —             | —        | —        | 4    | 0    | 4         | 0         |
| Preston North End (mượn) | 2022–23             | Championship        | 39           | 0            | 2            | 0            | 1             | 0             | —        | —        | —    | —    | 42        | 0         |
| Granada (mượn)           | 2023–24             | La Liga             | 13           | 0            | 1            | 0            | —             | —             | —        | —        | —    | —    | 14        | 0         |
| Benfica (mượn)           | 2023–24             | Primeira Liga       | 11           | 1            | 1            | 0            | 1             | 0             | 3        | 0        | —    | —    | 16        | 1         |
| Benfica                  | 2024–25             | Primeira Liga       | 32           | 3            | 5            | 0            | 3             | 1             | 10       | 0        | 2    | 0    | 52        | 4         |
| Benfica                  | Tổng cộng           | Tổng cộng           | 43           | 4            | 6            | 0            | 4             | 1             | 13       | 0        | 2    | 0    | 68        | 5         |
| Real Madrid              | 2025–26             | La Liga             | 0            | 0            | 0            | 0            | —             | —             | 0        | 0        | 0    | 0    | 0         | 0         |
| Tổng cộng sự nghiệp      | Tổng cộng sự nghiệp | Tổng cộng sự nghiệp | 95           | 4            | 9            | 0            | 5             | 1             | 13       | 0        | 6    | 0    | 128       | 5         |

1. ↑  Bao gồm FA Cup, Copa del Rey và Taça de Portugal
2. ↑  Bao gồm EFL Cup và Taça da Liga
3. 1 2  Ra sân tại EFL Trophy
4. ↑  Ra sân tại UEFA Europa League
5. ↑  Ra sân tại UEFA Champions League
6. ↑  Ra sân tại FIFA Club World Cup

## Danh hiệu

### Câu lạc bộ
Benfica
- Taça da Liga: 2024–25

### Cá nhân
- Cầu thủ dự bị xuất sắc nhất Denzil Haroun: 2021–22
- Cầu thủ xuất sắc nhất Preston North End: 2022–23
- Đội hình Primeira Liga tiêu biểu nhất mùa giải: 2024–25